# イン・ジャングル 地獄からの脱出
『イン・ジャングル 地獄からの脱出』（イン・ジャングル じごくからのだっしゅつ、原題: 100 DAYS IN THE JUNGLE）は、2002年のアメリカ合衆国の映画。

## ストーリー
南米エクアドルの国境付近のジャングル地帯で、石油パイプラインの修理にやってきた8人の男たちが突然、身柄を拘束される。全世界に最大の脅威を与えている“コロンビア・ゲリラ”の仕業だった。すでに2人のアメリカ人旅行者が囚われ、10人が人質になった。ゲリラは巨額の身代金を石油会社に要求する。要求に屈しない政府と会社の対応が人質の命を危険にさらし、時間の経過が彼らの寿命をじわじわと蝕んでいく。人質たちの運命は如何に……?!

## キャスト
| 役名             | 俳優                       | 日本語吹替 |
| ---------------- | -------------------------- | ---------- |
| ロッド・ダンバー | マイケル・ライリー         | 佐々木誠二 |
| ジェーン         | リーサ・レポ＝マーテル     | 黒崎雅     |
| クリッシー       | エミリー・ナッシュ         | 貝原怜奈   |
| バーニー         | エイドリアン・ドーヴァル   | 岡本俊一   |
| ブラック         | ピーター・アウターブリッジ | 福永弘樹   |
| コリン           | ヒュー・トンプソン         | 斉藤司     |
| グラント         | ジョナサン・スカーフ       | 中村多聞   |
| スカンク         | パトリック・ギルモア       | 村上広一   |
| ビーン           | ブレンダン・フレッチャー   | 宇野正義   |
| レナード         | ナサニエル・アーカンド     | 横山和幸   |

- その他の日本語吹き替え：内野朱美／押山沙織／丸山壮史／中村浩太郎／池田知聡／田坂浩樹／木下貴美子／吉田浩二